# Puig del Parracoll
El Puig del Parracoll és una muntanya de 199 metres que es troba al municipi del Perelló, a la comarca catalana del Baix Ebre.